# Рагене, Франсуа
Франсуа Рагене (фр. François Raguenet; 1660, Руан — 1722, Париж) — французский священник, писатель, историк, искусствовед, музыковед, биограф.

## Биография
После посвящения в сан священника, стал воспитателем у племянников кардинала-епископа де Бульона. Это занятие оставляло ему время для занятий литературой и искусством. Со временем, в 1685 году Ф. Рагене отличился в конкурсе Французской академии. Два года спустя он выиграл приз за речь под названием «О заслугах и значения мученичества».
Воодушевленные этим успехом, он опубликовал книгу «Жизнь Кромвеля», которая была воспринята публикой позитивно. Аббат Ф. Рагене в 1698 году последовал за кардиналом де Бульон в Рим и в течение двух лет изучал там шедевры искусства, которые украшали дворцы и храмы столицы христианского мира. Описание шедевры искусства он опубликовал вскоре после своего возвращения в Париж.
Во время своего двухлетнего пребывания в Риме он увлёкся также итальянской музыкой и приобрел хорошее знание о ней. Детально познакомившись с произведениями А. Кампра и Ж. Б. Люлли, позже написал критическую работу о них. Сторонники французской музыки не могли простить ему насмешек над объектах их поклонения.
Осенью 1700 он вернулся во Францию и поселился в Париже. 
В 60-х годах XVII века в Париже образовалось небольшое общество поклонников итальянской оперы, считавших французский язык вообще непригодным для этого жанра. В 1702 году представитель «итальянской партии» аббат Рагене своим трактатом «Сопоставление итальянцев и французов с точки зрения музыки и оперы» положил начало литературной дискуссии, продолжавшейся без малого сто лет. Его труды о достоинствах музыкальной жизни в Италии вызвали ссору между поклонниками французской и итальянской музыки и привели к философско-музыковедческой дискуссии по поводу достоинств и недостатков французской и итальянской оперы.
Ф. Рагене пытался ввести итальянскую музыку в культурный мир Франции, что привело в результате в 1752—1754 г. к войне буффонов.
По совету кардинала де Бульон написал биографию маршала Франции Анри де Ла Тур д’Овернь Тюренна
Умер в 1722 г. в Париже.

## Избранные произведения
- Histoire du vicomte de Turenne, Paris, 1738, 2 т.
- Histoire d’Olivier Cromwell, Paris, Barbin, 1691.
- Parallèle des Italiens et des Français en ce qui regarde la musique et les opéras, Paris, Barbin, 1702.
- Défense du Parallèle des Italiens et des Français en ce qui regarde la musique et les opéras, 1705.
- Histoire abrégée de l’Ancien Testament, Paris, Barbin, 1708.
- L’Éducation du jeune comte D. B…, ses amours avec Émilie de T… et ses voyages, selon ses propres mémoires.
- Observations nouvelles sur les ouvrages de peinture, de sculpture et d’architecture qui se voyent à Rome, & aux environs : pour servir de suite aux Mémoires des voyages et recherches du comte de B… à Rome.
- Les monuments de Rome, ou Description des plus beaux ouvrages de peinture, de sculpture et d’architecture, qui se voient à Rome et aux environs, avec des Observations, , Paris, Barbin, 1700, Amsterdam, 1701.